# Eurovision Young Musicians 1992
Der 6. Eurovision Young Musicians (EYM) fand am 9. Juni 1992 im Cirque Royal in Brüssel statt. Ausrichter war RTBF, der erstmals diesen Wettbewerb ausrichtete.
Sieger der Ausgabe 1992 wurde der polnische Violinist Bartek Nizioł. Es war erst Polens erste Teilnahme am Wettbewerb, so dass dies der schnellste Sieg nach einer Teilnahme seit der ersten Ausgabe 1982 war. Auf Platz 2 dagegen landete der spanische Mundharmonikaspieler Antonio Serrano, während auf Platz 3 die belgische Cellistin Marie Hallynck landete.

## Austragungsort
RTBF wählte als Austragungsort den Cirque Royal in Brüssel aus. Es war das erste Mal seit dem Eurovision Song Contest 1988, dass Belgien eine Eurovision-Veranstaltung ausrichtete.
Es war außerdem das erste Mal, dass ein EYM im Juni stattfand. Alle vorherigen Veranstaltungen fanden im Mai statt.
Moderiert wurde die Veranstaltung von der Moderatorin und Schauspielerin Marie-Françoise Renson. Als Pausenfüller fungierten Stéphane Grappelli, Marc Fosset und Jean-Philippe Viret.

## Format
Jedes Land schickt einen Musiker, welcher nicht älter als 19 Jahre ist, zum Wettbewerb. Dieser spielt dann ein Instrument und stellt mit diesem ein Stück vor. Unterstützt wird der Musiker vom Belgischen Nationalorchester. Da die Anzahl der Teilnehmer den Zeitrahmen für ein Finale sprengen würde, gab es zwei Halbfinals. So entschied eine professionelle Jury am Ende lediglich acht Länder, die im Finale auftreten werden. Die Jury entscheidet daraufhin ebenfalls die ersten drei Plätze dort.

### Jury
Die Jury bestand aus folgenden Personen:
- Frédéric Lodéon, Cellist und Dirigent
- Ursula Gorniak, Geigerin
- Noël Lee, Komponist und Pianist
- Clemens Quatacker, Geiger, Professor am Königlichen Konservatorium Brüssel
- / Aldo Ciccolini, Pianist
- Walter Boeykens, Klarinettist
- Carlos Païta, Dirigent (Vorsitzender der Jury)
- / Carole Dawn Reinhart, Trompeterin, Professorin an der Universität für Musik und darstellende Kunst Wien
- Arnold Baren, Leiter des Mittelmeer-Jugendorchester

## Teilnehmer

Finalisten
Länder, die bereits im Halbfinale ausgeschieden sind
Länder, die in der Vergangenheit teilgenommen haben, jedoch nicht 1992

18 Länder nahmen am Eurovision Young Musicians 1992 teil. Zwar zogen Griechenland und Italien sich vom Wettbewerb zurück. Dagegen nahmen Polen und Ungarn erstmals am Wettbewerb teil. Es war auch das erste Mal, dass beide Länder an einer Eurovision-Veranstaltung teilnahmen.

## Halbfinale
Um den zeitlichen Rahmen des Finales nicht sprengen zu müssen, fanden vor dem Finale zwei Halbfinals am 3. und 4. Juni 1992 statt. Allerdings ist wenig über dieses Halbfinale bekannt. Folgende Länder schieden dort bereits aus:
| Land           | Interpret        | Instrument |
| -------------- | ---------------- | ---------- |
| Deutschland    | Florence Sitruk  | Harfe      |
| Frankreich     | Vanessa Wagner   | Klavier    |
| Irland         | unbekannt        | unbekannt  |
| BR Jugoslawien | Ognjen Popović   | Klarinette |
| Niederlande    | unbekannt        | unbekannt  |
| Portugal       | unbekannt        | unbekannt  |
| Schweden       | unbekannt        | unbekannt  |
| Schweiz        | Ariane Häring    | Klavier    |
| Ungarn         | Édua Zádory      | Violine    |
| Zypern         | Manolis Nephytou | Klavier    |

## Finale
Das Finale fand am 9. Juni 1992 im Cirque Royal in Brüssel statt. Acht Länder traten gegeneinander an, wobei nur die ersten drei Plätze bekannt wurden.
| Platz | Startnr. | Land                   | Interpret         | Instrument    | Stück                                                                            |
| ----- | -------- | ---------------------- | ----------------- | ------------- | -------------------------------------------------------------------------------- |
| 1.    | 4        | Polen                  | Bartek Nizioł     | Violine       | Concerto In D Major For Violin And Orchestra, Op. 77 by Johannes Brahms          |
| 2.    | 8        | Spanien                | Antonio Serrano   | Mundharmonika | Concerto For Harmonica And Orchestra, Op. 46 by Malcom Arnold                    |
| 3.    | 5        | Belgien (Gastgeber)    | Marie Hallynck    | Cello         | Concerto N°1 For Cello And Orchestra (Allegretto) by Dmitri Schostakowitsch      |
| –     | 1        | Dänemark               | Marie Rørbech     | Klavier       | Concerto N ° 3 For Piano And Orchestra by Béla Bartók                            |
| –     | 2        | Vereinigtes Königreich | Freddy Kempf      | Klavier       | Rhapsody On A Theme By Pagannini Op. 43 by Sergei Rachmaninoff                   |
| –     | 3        | Finnland               | Helen Lindén      | Cello         | Concerto In E Minor For Cello And Orchestra, Op. 85 by Edward Elgar              |
| –     | 6        | Norwegen               | Henning Kraggerud | Violine       | Concerto In D Major For Violin And Orchestra by Pjotr Tschaikowski               |
| –     | 7        | Österreich             | Andreas Schablas  | Klarinette    | Concerto In A Major For Clarinet And Orchestra Kv 622 by Wolfgang Amadeus Mozart |

## Übertragung
Insgesamt 13 Fernsehanstalten übertrugen die Veranstaltung:
| Land                   | Sender              | Kommentator         |
| Teilnehmende Länder    | Teilnehmende Länder | Teilnehmende Länder |
| ---------------------- | ------------------- | ------------------- |
| Belgien                | RTBF 1              | k. A.               |
| Belgien                | Radio 3             | k. A.               |
| Dänemark               | DR1                 | Niels Oxenvad       |
| Deutschland            | ZDF                 | k. A.               |
| Finnland               | Yle TV1             | k. A.               |
| Frankreich             | France 3            | Alain Duault        |
| Frankreich             | TV5 Europe          | k. A.               |
| BR Jugoslawien         | TV Beograd 2        | k. A.               |
| Norwegen               | NRK1                | k. A.               |
| Österreich             | ORF 2               | k. A.               |
| Polen                  | TVP                 | k. A.               |
| Schweiz                | SRG Sportkette      | Verena Hoehne       |
| Schweiz                | Espace 2            | k. A.               |
| Spanien                | TVE                 | k. A.               |
| Ungarn                 | MTV2                | k. A.               |
| Vereinigtes Königreich | BBC Two             | Humphrey Burton     |
| Zypern                 | RIK 2               | k. A.               |
| Multinationale Sender  |                     |                     |
| Deutschland Frankreich | Arte                | k. A.               |